# Turca (higo)
Turca es un cultivar de higuera de tipo higo común Ficus carica, unífera (con una sola cosecha por temporada, los higos de otoño), con higos de epidermis con color de fondo negro azulado, y con sobre color negro morado. Se cultiva en la colección de higueras de Montserrat Pons i Boscana en Llucmajor (España).

## Sinonimia
- “sin sinónimo”,[4][6][7]

## Historia
Actualmente la cultiva en su colección de higueras baleares Montserrat Pons i Boscana, rescatada de un ejemplar o higuera madre localizada en el predio de "son Llobet" propiedad de Gabriel Bibiloni', en el término de Algaida en las proximidades de Montuiri, cultivada en un terreno substancioso adecuado para el cultivo de las higueras.
La variedad 'Turca' es poco conocida y cultivada, a pesar de que su nombre pueda dar a entender su origen, no podemos emitir ningún juicio por el desconocimiento del árbol y no tener informantes que puedan darnos mayor información.

## Características
La higuera 'Turca' es una variedad unífera de tipo higo común de una sola cosecha por temporada, los higos de otoño. Árbol de vigorosidad elevada, y un buen desarrollo en terrenos favorables, copa redondeada muy apretada, con nula emisión de rebrotes. Sus hojas son de 3 lóbulos en su mayoría, y menos de 5 lóbulos. Sus hojas con dientes presentes márgenes serrados. 'Turca' tiene un desprendimiento de higos escaso, con un rendimiento productivo mediano y periodo de cosecha prolongado. La yema apical cónica de color verde amarillento.
Los frutos de la higuera 'Turca' son frutos de un tamaño de longitud x anchura:32 x 58mm, con forma ovoidal, los higos son de tamaño mediano, sus frutos son simétricos en la forma, y uniformes en las dimensiones, bajo porcentaje de frutos aparejados y sin formaciones anormales, de unos 28,560 gramos en promedio, cuya epidermis es delgada, de textura fina al tacto, de consistencia blanda, con color de fondo negro azulado, y con sobre color negro morado. Ostiolo de 0 a 2 mm con escamas negras pequeñas. Pedúnculo de 0 a 3 mm cilíndrico verde oscuro. Grietas ausentes. Costillas poco marcadas. Con un ºBrix (grado de azúcar) de 23 de sabor dulce, sabroso, y jugoso, con color de la pulpa rojo oscuro. Con cavidad interna ausente, con aquenios pequeños en tamaño y pocos en cantidad. Los frutos maduran con un inicio de maduración de los higos sobre el 19 de agosto a 9 de octubre. Cosecha con rendimiento productivo mediano, y periodo de cosecha prolongado.
Se usa en alimentación humana en fresco. Difícil abscisión del pedúnculo y buena facilidad de pelado. Son resistentes a las lluvias, y a la apertura del ostiolo. Medianamente susceptibles al desprendimiento del árbol cuando madura.

## Cultivo
'Turca', se utiliza en alimentación humana en fresco. Se está intentando recuperar a partir de ejemplares cultivados en la colección de higueras baleares de Montserrat Pons i Boscana en Llucmajor.